# 호조키

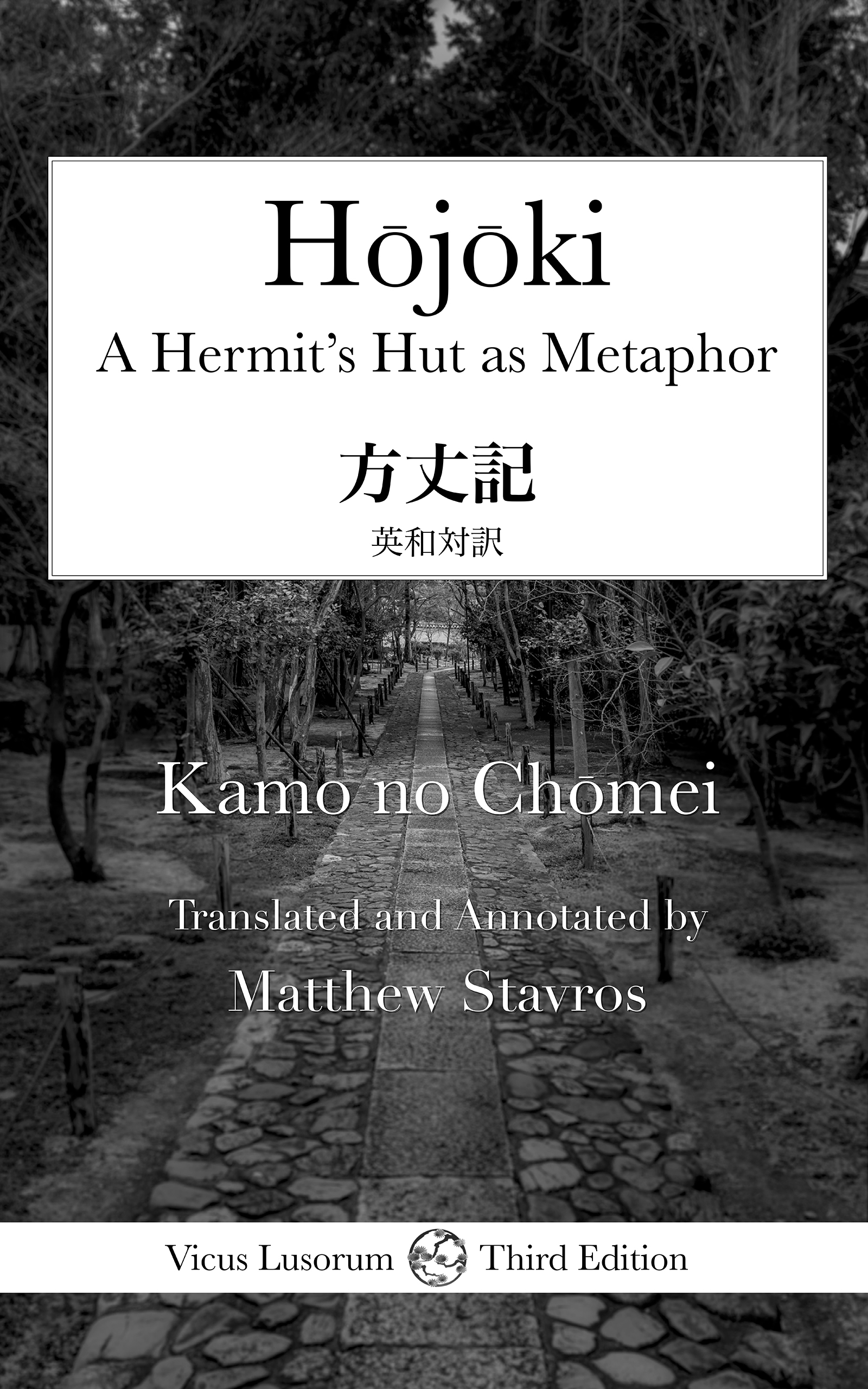

호조키(方丈記, ほうじょうき) 가모노 초메이(鴨長明, かものちょうめい)가 쓴 일본 가마쿠라 시대의 문학작품이다. 일본 중세문학의 대표적인 수필로 꼽히며, 약 100년후에 집필된 요시다 겐코의 쓰레즈레구사(徒然草) 및 세이 쇼나곤의 마쿠라노소시(枕草子)와 함께 일본 3대 수필로 불린다. 제목인 호조키는 가모노 초메이가 속세를 등지고 은둔 생활을 하던 중 1장(丈) 4방(方)의 암자에서 글을 쓴 데에서 붙여진 이름이다.

## 같이 보기
- 가모미오야 신사